# Der falsche Inder
Der falsche Inder (2008) ist der Debütroman von Abbas Khider. Thematisiert wird in einem raffinierten Wechselspiel von Enthüllen und Verbergen unter anderem, wer wessen Geschichte erzählen und veröffentlichen darf und wie direkt die eigene Geschichte erzählbar ist.
Der falsche Inder sei gleichzeitig Roman, Märchen, Erzählung aus 1001 Nacht, Kurzgeschichte und Autobiografie, meinte Jörg Plath in seiner Besprechung für Deutschlandradio Kultur. Die Titelfigur kommt aus dem Irak, was aber, seit „der falsche Inder“ nach vier Jahren der Odyssee als Geflüchteter in Deutschland lebt, eine andere Bedeutung bekommen hat: Hier weiß er nicht mehr ob er Zigeuner, Iraker, Inder oder gar ein Außerirdischer ist und glaubt eher seiner bayerischen Geliebten, der zufolge er von vielen Sonnen der Erde gebrannt und gesalzen sei, ein „moderner Simplicissimus“. Khider wurde in der Folge mit verschiedenen Stipendien, Auszeichnungen und Einladungen gefördert und sein tragikomischer, oft sogar burlesker Roman als wirklichkeitsnahes, modernes Flüchtlingsmärchen ausgezeichnet. Die oft auf den Exotismus des Plots abhebende Rezeption wird von Abbas Khider selbst als zu einseitig kommentiert.

## Inhalt
| Motto 1 |                                                 |                           |
| Teil 1  | ca. 4 Seiten (Rahmen auf)                       | ca. 4 Seiten (Rahmen auf) |
|         | 138 Seiten (Rasul Hamid: Erinnerungen, Motto 2) |                           |
|         | 1                                               | Der falsche Inder         |
|         | 2                                               | Schreiben und Verlieren   |
|         | 3                                               | Priestertöchter           |
|         | 4                                               | Sprechende Wände          |
|         | 5                                               | Rette mich aus der Leere  |
|         | 6                                               | Die Wunder                |
|         | 7                                               | Auf den Flügeln des Raben |
|         | 8                                               | Wiederkehr der Gesichter  |
| Teil 2  | ca. 4 Seiten (Rahmen zu)                        | ca. 4 Seiten (Rahmen zu)  |

Es handelt sich um eine Rahmenerzählung, deren Rahmen mit je vier Seiten beginnt und endet.
Zu Beginn von Teil 1 berichtet der Erzähler über seine Befindlichkeit („Nicht das erste Mal, dass ich die Orientierung verloren habe“), über seine Gedanken sowie über Begebenheiten während einer Zugfahrt von Berlin nach München, bei denen ein großer Umschlag eine wichtige Rolle spielt: „Außen in schnörkerliger Handschrift auf Arabisch ‹Erinnerungen›.“ Die Eröffnung endet mit: „Ich mache den Umschlag auf.“
Die Binnenerzählung gehört zum ersten Teil. Sie trägt ein eigenes Titelblatt, auf dem als Autor „Rasul Hamid“ steht und als Titel Erinnerungen. Das Motto der Binnenerzählung lautet: „‹Es gibt nur zwei Dinge, die Leere und das gezeichnete Ich.› Gottfried Benn“. Sie besteht aus acht Teilen mit den Überschriften 1 Der falsche Inder, 2 Schreiben und Verlieren, 3 Priestertöchter, 4 Sprechende Wände, 5 Rette mich aus der Leere, 6 Die Wunder, 7 Auf den Flügeln des Raben, 8 Wiederkehr der Gesichter. In ihnen erzählt Rasul Hamid in acht Varianten, wie er aus Bagdad geflohen ist und kein neues Zuhause finden kann.
Die Bezüge zur Lebensgeschichte des Autors wurden von Jens Mühling (im Tagesspiegel) als  stilistischer Slalom zwischen existenzieller Misere und greller Komik beschrieben. Sigrid Löffler konstatiert für Sinan Antoons Irakische Rhapsodie ebenso wie für diesen Debütroman von Khider, dass hier keine zeithistorischen Großwerke beabsichtigt seien, sondern es sich um durchsichtig fiktionalisierte autobiographische Kurzromane handele, die sich die Zudringlichkeiten des Regimes durch Spott vom Leibe halten. Die jeweilige Gegenwart sei den Autoren wichtiger als die hinter sich gelassene Idiotie des irakischen Diktaturalltags.
Die Binnenerzählung endet mit einem Zitat, das auch als Motto und Widmung dem Kurzroman insgesamt voransteht: „Für die, die eine Sekunde vor dem Tod noch von zwei Flügeln träumen“.
Der Rahmen der Erzählung schließt sich mit Beginn des zweiten Teils. Der Erzähler trifft in München ein, wo er liebevoll empfangen wird. Er überlegt, ob und in welcher Variante er seiner Freundin Sophie etwas darüber erzählen soll, was er während der Fahrt erlebt hat, zum Beispiel: „Dass ich ein Manuskript gefunden habe, in dem meine eigene Geschichte zu finden ist, geschrieben von einem Fremden namens Rasul Hamid?“ Der Erzähler überlegt zunächst, wessen Werk die Binnenerzählung ist und wer es publizieren darf. In einem zweiten Abschnitt berichtet er:  „Wieder einmal habe ich jegliche Orientierung in meinen Kopf verloren.“ Am Ende des zweiten Teils betritt der Erzähler ein Café. Für die Uhrzeiten „14.16 Uhr“ und „14.45 Uhr“ aus dem ersten Teil werden nun andere Begebenheiten berichtet. Am Ende des Kurzromans heißt es: „Ich öffne meinen Rucksack, nehme das Manuskript heraus, stecke es in den leeren Umschlag und mache den Umschlag zu.“

## Rezeption
Der betont naive Erzählstil gilt als zunächst gewöhnungsbedürftig. Eine ausgeprägte Lakonik, die gute Laune des radikal unsentimentalen Fluchtreports und ein gekonntes Unterlaufen von Klischees sei sehr berührend. Die Bezeichnung "Fluchtreport" werde dem literarischen Anspruch jedoch nicht gerecht, schreibt Hubert Spiegel und ergänzt, dass sich das Buch innerhalb einer Rahmenhandlung entwickele, dabei „unablässig zwischen den Zeiten hin und herspringt“ und mit dem Formbewusstsein eines Lyrikers gearbeitet sei. Weitere Rezensenten hoben neben autobiographischen Aspekten auf eine literarisch hochwertige Mischung aus Gesellschaftssatire, Autobiographie und politischer Prosa ab, die ein erzählerischer und menschlicher Triumph sei. Die Kategorien Schelmen- und Episodenroman wurden öfters genannt der facettenreiche, scharfe, ätzende, aber auch selbstironische Humor des Autors als Überlebensmittel verstanden und mit der Lebenserfahrung des Autors in Verbindung gebracht.
Die englische Übersetzung von Donal McLaughlin wurde unter anderem vom Goethe-Institut in Indien präsentiert. Buch und Autor sind mittlerweile auch in DaF-Schulbüchern Thema, ebenso das teilweise krude Frauenbild. Piero Salabé (Lektor bei Hanser) äußert sich kritisch, indem er meint, der Roman sei vor allem deswegen publiziert worden, weil ein aus dem Irak stammender Autor einen Erlebnisbericht über das Flüchtlingsdrama an Europas Grenzen verfasst habe. Salabé sieht den Ich-Erzähler allzu ziellos zwischen Intellektualität und Lüsternheit schwanken, die zu viele (auch homophobe) Klischees und Vorurteile kundtue. Man sei ob des krassen Realismus zwar informiert, habe aber zum Leid der Menschen wenig Bezug, weil jeder Verarbeitungsprozess fehle, mit dem ein Leser ohne diese Lebenserfahrung stärker am Geschilderten teilhaben könne.
Abbas Khider selbst kommentiert, dass die Rezeption allgemein allzu sehr auf den Exotismus des Plots abhebe. Er richtet sein Augenmerk auf Lesarten, die sich auf ungewohnte Erzählweisen einlassen, frei von stereotypen Vorstellungen sind und nicht den Plot allein in den Mittelpunkt der Aufmerksamkeit stellen.

## Ausgaben und Fassungen
- Der Falsche Inder., Edition Nautilus, Hamburg 2008, ISBN 978-3-89401-576-3.
  - (fa) هندی قلابی (Persische Ausgabe), ایران بان, [S.l.] 2009, ISBN 978-600188008-7.
  - (en) The village Indian., aus dem Deutschen ins Englische übersetzt von Donal McLaughlin, Seagull Books, Calcutta 2013, ISBN 978-0-85742-101-2.
  - Hörspiel: Grenzübertritte: Der falsche Inder. Hörspiel nach dem gleichnamigen Roman von Abbas Khider. Bearbeitung und Regie: Julia Tieke. Mit Abbas Khider, Konstantin Bühler, David Czesienski, Marian Funk, Matti Krause, Claudius von Stolzmann u. a.; Musik: Georg Klein, Erik Kross, Inaam Wali; Ton: Jean Szymczak, WDR 2012/53’04[20] (Abbas Khider: „Der falsche Inder ist ein Spiel mit Fiktion und Realität – und so nimmt der Autor bisweilen selbst im Hörspiel die Rolle seiner Hauptfigur ein.“[3])
  - Bühnenfassung: Münchner Volkstheater 2012,[21] Fassung und Regie: Nicole Oder („Nicole Oder löst die acht nacheinander erzählten Handlungsstränge des Buches szenisch auf, um eine Geschichte mit chronologischer Abfolge erzählen zu können.“[22])